# Георги Браилов
Георги (Гьорче, Георче, Гьоре) Браилов или Брайлоец, Брайловец, известен като Перничарот или Перничаро е български революционер, деец на Вътрешната македоно-одринска революционна организация.

## Биография
Гьорче Браилов е роден в Браилово или в град Прилеп, тогава в Османската империя, днес в Северна Македония. Присъединява се към ВМОРО и в 1901 година избран за член на околийския комитет в Прилеп като касиер и връзка между Прилеп, Велес и Щип. По време на Илинденското въстание от 1903 година Гьорче Браилов и Милан Биолчев са в легалното ръководно тяло на комитета, но след това са разследвани за парични злоупотреби.
Умира в София.